# Howard Barker
Howard Barker (* 28. Juni 1946 in London) ist ein britischer Schriftsteller.

## Leben und Werk
Barker ist in erster Linie als Theater- und Hörspielautor bekannt. Sein Stück Gemälde einer Schlacht wurde in der Inszenierung von Roy Kift als Hörspiel des Jahres 1987 ausgezeichnet. Sein Stück Scenes From an Execution wurde 1990 am Almeida Theatre aufgeführt.